# Abu Dhabi Ocean Racing

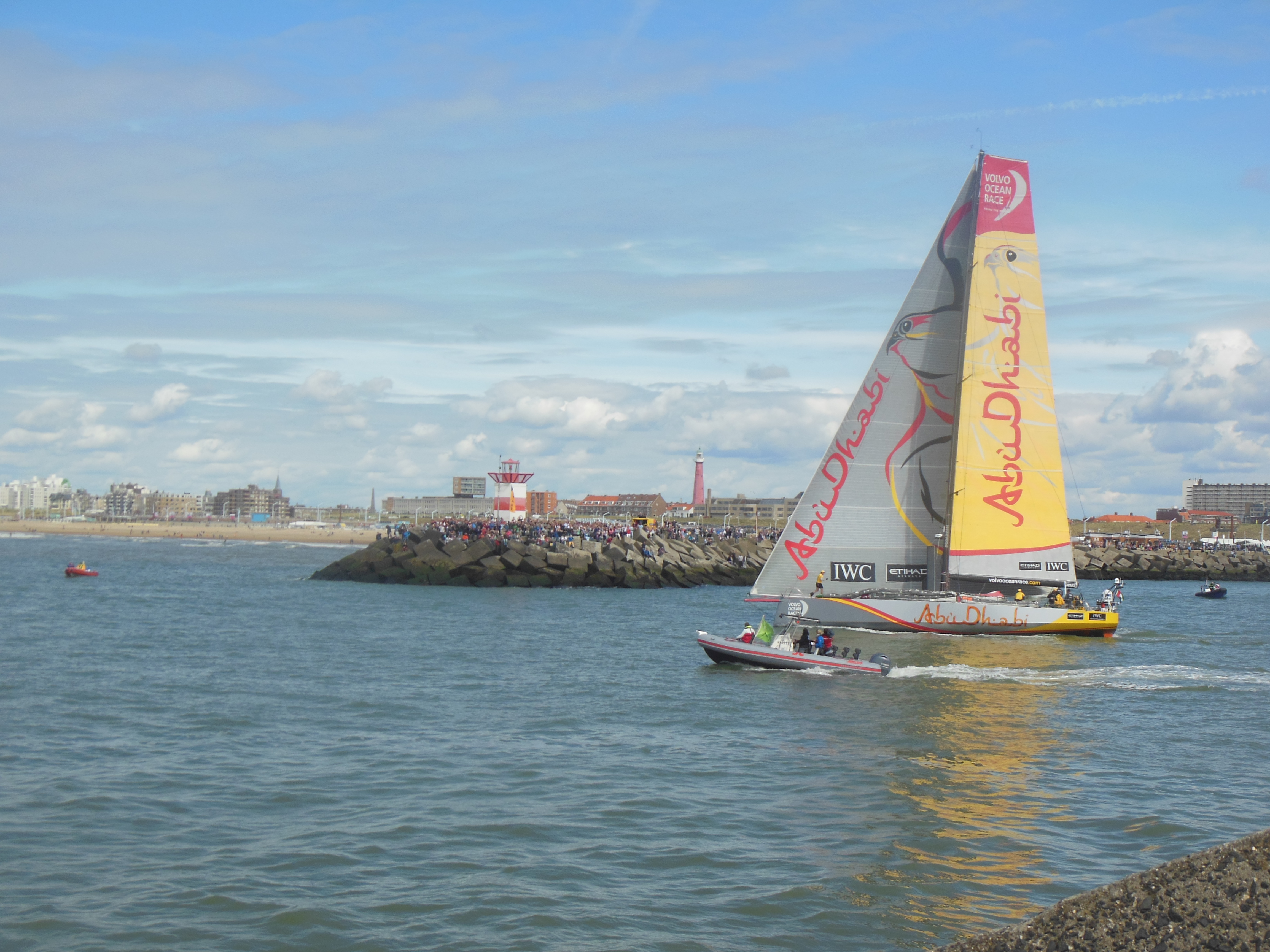
Het winnende jacht van Abu Dhabi Ocean Racing in 2015

Abu Dhabi Ocean Racing is een zeilteam dat vaart onder de vlag van de Verenigde Arabische Emiraten, deelnam aan de Volvo Ocean Race 2011-2012 en de Volvo Ocean Race 2014-2015 won.

## Volvo Ocean Race 2011-2012
Abu Dhabi Ocean Racing liet voor deze editie van de Volvo Ocean Race de boot ontwerpen door Farr Yacht Design en bouwen door Persico. Begin juli 2011 werd de boot, een Volvo Open 70, in het Italiaanse Portofino onthuld. De boot had als schipper Ian Walker, die in de zomer van 2010 was aangetrokken. Bij de voorbereidingen wist het team de Fastnet Race te winnen, een zeilwedstrijd van Cowes naar Plymouth. Tijdens de eerste etappe van de Volvo Ocean Race brak na zeven uur varen de mast, waarop het team terugvaarde naar de startplaats Alicante. Na reparatie werd het team naar Kaapstad vervoerd, alwaar het zeilteam de race weer voortzette. Het team wist de zevende etappe te winnen, van Miami naar Lissabon. Daarnaast won het drie in-port races. In het eindklassement eindigde het team als vijfde.

## Volvo Ocean Race 2014-2015

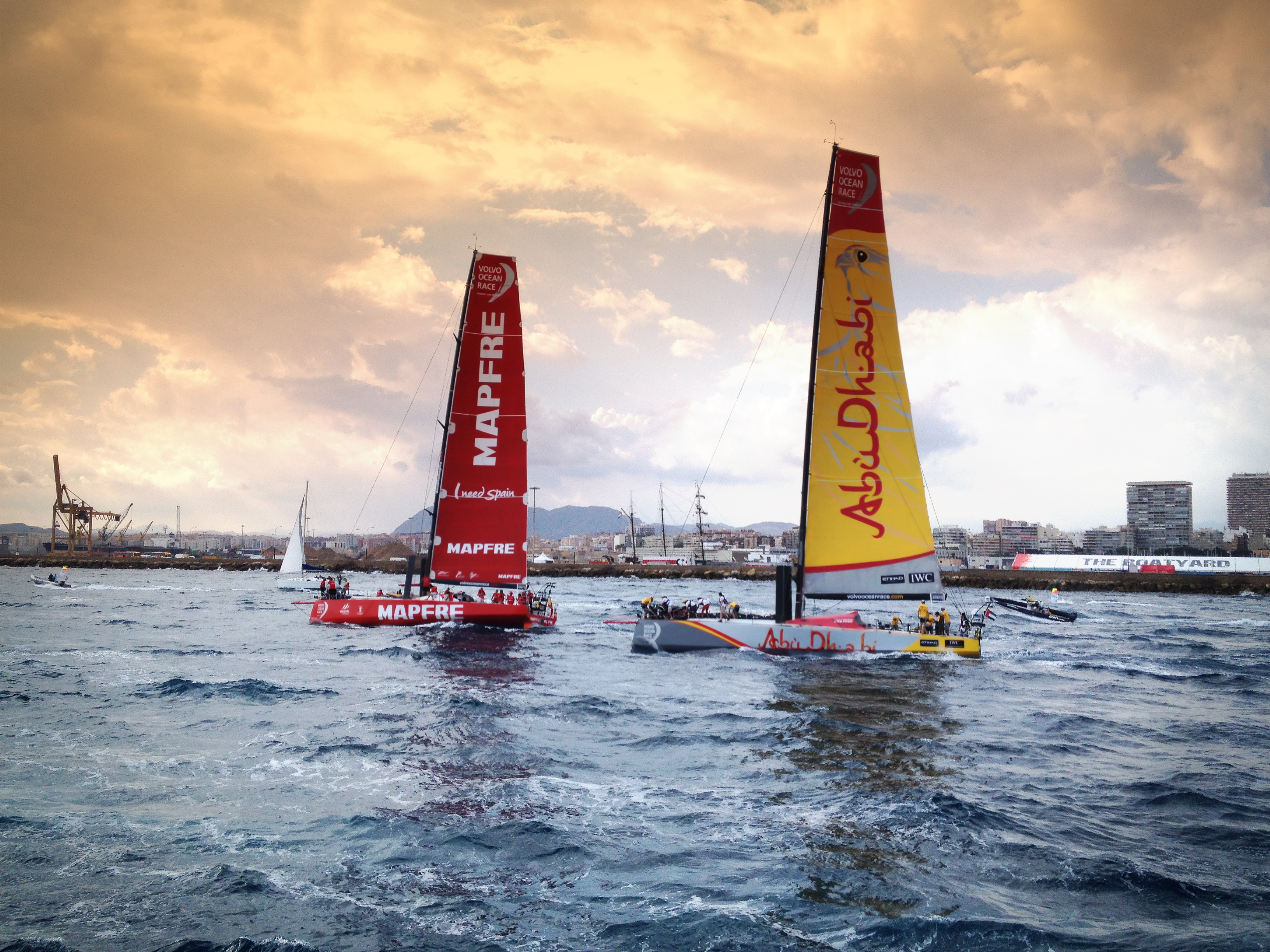
Het zeilschip van Abu Dhabi Ocean Racing voor de Volvo Ocean Race 2014-2015 met links ervan het zeilschip van MAPFRE.

Op 27 februari 2014 werd de boot voor de volgende editie van de Volvo Ocean Race, een Volvo Ocean 65, op een werf nabij Southampton in Engeland onthuld. In de maanden ervoor had schipper Ian Walker en manager Neal McDonald het nieuwe team samengesteld.
Tijdens de voorbereidingen op de Volvo Ocean Race nam het zeilteam ook deel aan de Round Britain & Ireland Race, waarbij om de Britse en Ierse eilanden wordt gevaren, en waarbij het de andere deelnemers aftroefde.
In de Volvo Ocean Race won het team de eerste etappe van Alicante naar Kaapstad, en de vijfde etappe van Auckland naar Itajaì. Na de voorlaatste etappe was het team verzekerd van de eindoverwinning, doordat de concurrentie op te grote puntenafstand was gezet.

### Bemanning
Het team bestond uit de volgende bemanningsleden:
| Naam                       | Positie          | Nationaliteit                | Geboortedatum    | Eerdere deelnames |
| -------------------------- | ---------------- | ---------------------------- | ---------------- | ----------------- |
| Ian Walker                 | Schipper         | Verenigd Koninkrijk          | 25 februari 1970 | 2                 |
| Simon Fisher               | Navigator        | Verenigd Koninkrijk          | 20 januari 1978  | 3                 |
| Adil Khalid                | Trimmer          | Verenigde Arabische Emiraten | 8 oktober 1988   | 1                 |
| Daryl Wislang              | Kapitein         | Nieuw-Zeeland                | 20 mei 1981      | 3                 |
| Justin Slattery            | Trimmer          | Ierland                      | 8 juli 1974      | 4                 |
| Luke Parkinson             | Teamlid          | Australië                    | 22 februari 1990 | 0                 |
| Neal McDonald              | Manager          | Verenigd Koninkrijk          | 22 juli 1963     | 5                 |
| Roberto Bermúdez de Castro | Trimmer          | Spanje                       | 1 maart 1970     | 5                 |
| Matt Knighton              | Onboard reporter | Verenigde Staten             | 9 april 1984     | 0                 |